# La partita (film 2017)
La partita è un cortometraggio del 2017 diretto da Giuseppe Ferlito, tratto dal soggetto vincitore della sezione corti del premio Racconti nella Rete, scritto da Giorgio Marconi e prodotto da LuccAutori e Scuola di cinema Immagina di Firenze.

## Trama
Giulio, ultrasettantenne che vive solo dalla morte della moglie, si sveglia annoiato come tutte le mattine. Quando realizza che è sabato si rianima. È il giorno della partita a carte con l'amico Osvaldo, una sfida che dura da 10 anni.

## Riconoscimenti
- 2017 - Premio Racconti nella Rete®
  - Premio Miglior Soggetto per cortometraggio a Giorgio Marconi[1]
- 2018 - Corto Fiction 18 - Festival del film breve
  - Premio Cineclassico[2]
- 2018 - Cellole Corto Film Festival
  - 3º premio[3]